# Henryk Siewierski
Henryk Siewierski (Wrocław, 10 de fevereiro de 1951) é um professor, ensaísta, poeta e tradutor polonês. 
Graduou-se em Filologia Polonesa pela Universidade Jaguelônica, Cracóvia, Polônia, onde também defendeu a sua tese de doutorado em Ciências Humanas sobre a obra de Cyprian Norwid (1980) e foi professor de 1975 a 1985. Conferencista de língua e literatura polonesa na Universidade de Lisboa (1981-1985). Em 1986 veio ao Brasil prestando serviços para a Fundação Nacional Pró-Memória. É professor titular do Departamento de Teoria Literária e Literaturas da Universidade de Brasília, onde também coordena, desde 2011, a Cátedra Cyprian Norwid de Estudos Poloneses. Foi editor da revista Aproximações. Europa de Leste em Língua Portuguesa (1986-1991) e diretor da Editora UnB, onde coordenou uma coleção bilíngue “Poetas do mundo”. 
Foi agraciado pelo governo da Polônia com a Cruz de Oficial da Ordem da Polônia Restituta (2000), a Medalha “Bene Merito” (2012) e a Medalha Marechal Trompowsky, no Brasil (2003). Dos seus trabalhos destacam-se as traduções para o português das obras da literatura polonesa e estudos sobre as literaturas polonesa e brasileira.

## Livros publicados
- Spotkanie narodów. Paris: Institut Litteraire, 1984, 2a. ed., Varsóvia: Przedświt, 1987.
- Jak dostałem Brazylię w prezencie. Cracóvia: Universitas, 1998.
- História da Literatura Polonesa. Brasília: Editora Universidade de Brasília, 2000.
- Raj nie do utracenia. Amazońskie silva rerum. Cracóvia: Universitas, 2006.
- Outra língua (poemas). Cotia-SP: Ateliê Editorial, 2007. (Prêmio Il Convivio 2012, Itália)
- Livro do rio máximo do Padre João Daniel. São Paulo: Educ, 2012.
- Lago salgado (poemas). Rio de Janeiro: 7 Letras, 2012
- Architektura słowa i inne szkice o Norwidzie. Cracóvia: Universitas, 2012.

## Livros organizados
- Adam Mickiewicz: um poeta peregrino. Brasília: Universidade de Brasília, 1998.
- Heranças e desafios na América Latina: Brasil – Chile. Com Carmen Balart Carmona e Brasília: Oficina Editorial do Instituto de Letras UnB, 2003.
- Vida conversável. Com Agostinho da Silva. Brasília: UnB, 1994, 2ª ed., Lisboa: Assírio & Alvim, 1994.
- Agostinho da Silva. Comunidade Luso-Brasileira e outros ensaios. Brasília: Fundação Alexandre de Gusmão, 2009.
- Agostinho da Silva. Universidade: testemunho e memória. Brasília: Universidade de Brasília, Departamento de Teoria Literária e Literaturas, 2009.
- 33 poetów brazylijskich. Carlos Drummond de Andrade, João Cabral de Melo Neto, Mario Quintana. Warszawa: Uniwersytet Warszawski, Muzeum Historii Polskiego Ruchu Ludowego, 2011.

## Livros traduzidos

### De língua polonesa
- Schulz, Bruno. Sanatório. Rio de Janeiro: Imago, 1994.
- Quatro poetas poloneses: Czesław Miłosz, Tadeusz Różewicz, Wisława Szymborska. Com José Santiago Naud. Curitiba Secretaria do Estado da Cultura do Paraná, 1994.
- Norwid, Cyprian. O piano de Chopin.  Com Marcelo Paiva de Souza. Brasília: Universidade de Brasília, 1994.
- Geremek, Bronisław. Os filhos de Caim. Vagabundos e miseráveis na literatura européia 1400-1700. São Paulo: Companhia das Letras, 1995.
- Schulz, Bruno. Lojas de canela. Rio de Janeiro: Imago, 1996.
- Tryzna, Tomek. Senhorita Ninguém. Rio de Janeiro: Record, 1999.
- Szczypiorski, Andrzej. Uma missa para a cidade de Arras. São Paulo: Estação Liberdade, 2001.
- Miłosz, Czesław. Não mais. Com Marcelo Paiva de Souza. Brasília: Editora UnB, 2003.
- Szczypiorski, Andrzej. A bela senhora Seidenman. São Paulo: Estação Liberdade, 2007.
- Kołakowski, Leszek. Sobre o que nos perguntam os grandes filósofos. Vol. III. Rio de Janeiro: Civilização Brasileira, 2009.

### De língua portuguesa
- Goldberg, Jacob Pinheiro. São Paulo: Landy, 2003.
- Pessoa, Fernando. Przesłanie (Mensagem). Com Agostinho da Silva. Varsóvia: Uniwersytet Warszawski, Muzeum Historii Polskiego Ruchu Ludowego, 2006.
- Cardoso, Fernando Henrique; Faletto, Enzo. Zależność i rozwój w Ameryce Łacińskiej. Próba interpretacji socjologicznej. Varsóvia: Uniwersytet Warszawski, Muzeum Historii Polskiego Ruchu Ludowego, 2008.

## Condecorações
- Cruz de Oficial da Ordem da Polônia Restituta (2000, Polônia)
- Medalha “Bene Merito” (2012, Polônia)
- Medalha Marechal Trompowsky (2003, Brasil)